# Trichocorixa minima
Trichocorixa minima är en insektsart som först beskrevs av Abbott 1913.  Trichocorixa minima ingår i släktet Trichocorixa och familjen buksimmare. Inga underarter finns listade i Catalogue of Life.